# Antiamerikanismus

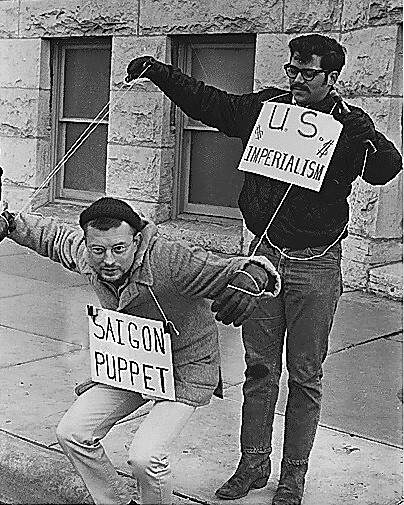
Protest proti válce ve Vietnamu v roce 1967

Antiamerikanismus je forma nesouhlasu se zejména zahraniční politikou Spojených států amerických.
Již krátce po vzniku USA se antiamerikanismus objevil v Evropě. V 19. století byla jedním ze zdrojů antiamerikanistických názorů také Velká Británie, která stále pociťovala ztrátu svých amerických kolonií. V britské společnosti byly populární teorie tvrdící, že v USA probíhají degenerativní trendy, které ohrožují nejen etnickou čistotu původních přistěhovalců, ale také integritu anglického jazyka a kultury. Významnější roli získal až po 2. světové válce a hlavně během Studené války, kdy ho podporovaly země zejména Východního bloku spolu se SSSR. Po pádu Sovětského svazu se USA staly jedinou supervelmocí, což vlně antiamerikanismu dodalo opět na síle; mnoha lidem se nelíbí, že Spojené státy hrají ve světě rozhodující úlohu; silně kritické pozice vůči různým aspektům americké politiky byly již dlouhou dobu rozšířené v liberálních kruzích (typickým příkladem zde může být vietnamská válka).

## Antiamerikanismus ve světě
V 90. letech 20. století byl antiamerikanismus na vzestupu v Evropě, hlavně ve Francii a Německu; vyvrcholil válkou v Iráku. Za „baštu“ antiamerikanismu je již dlouho považována Francie. Podle průzkumu provedeného v říjnu 2003 organizací Eurobarometer považuje Spojené státy za hrozbu světovému míru 53 % obyvatel Evropské unie, čímž se Spojené státy v očích Evropanů vyrovnaly Íránu a Severní Koreji, které za hrozbu pro mír považuje stejné procento obyvatel EU. V Asii a Africe je odpůrcem USA již tradičně arabský svět, který považuje Spojené státy za nevěřící zemi, nerespektující islám. Zeměmi, které ho podporují v Asii nejvíce, jsou šíitský Írán a Severní Korea, tam je téměř součástí oficiální státní ideologie,[zdroj?] stejně jako na Kubě a částečně i ve Venezuele.
I ve většině zemí latinské Ameriky je možno již od šedesátých let 20. století konstatovat různé stupně antiamerikanismu, většinou formulované jako strach před velkým silným sousedem, dále pak i jako sympatie k Spojenými státy blokované Kubě.